# Alush Gashi
Alush Gashi (ur. 4 października 1960 w Istoku) – kosowski polityk z Demokratycznej Ligi Kosowa i dyplomata, doradca byłego prezydenta Kosowa Ibrahima Rugovy.

## Życiorys
Był doradcą pełniącego w latach 1992–2006 funkcję prezydenta Kosowa Ibrahima Rugovy. W 2021 roku założył Instytut Stosunków Międzynarodowych (alb. Institutin për Marrëdhënie me Jashtë).